# Era Uma Vez na Quinta
Era Uma Vez na Quinta é um reality show português, baseado no formato sueco The Farm, produzido pela Fremantle e exibido pela SIC. Estreou a 7 de janeiro e terminou a 1 de maio de 2024, com a apresentação de Andreia Rodrigues.

## Formato
O programa acompanha o dia a dia de 16 concorrentes que se encontram a viver numa quinta onde terão de realizar todas as atividades inerentes ao normal funcionamento da mesma, tendo de demonstrar o melhor espírito de sobrevivência e encontrar a melhor forma de superar todas as adversidades. 
O programa contém também um elemento competitivo e cada participante terá de completar todos os desafios e tarefas associados ao funcionamento de uma quinta. 
As nomeações ocorrerão semanalmente e são decorrentes dos resultados das provas propostas ao longo da semana, de forma direta ou por voto dos restantes participantes. No programa de expulsão os participantes, à excepção dos nomeados, votam para eliminar um dos nomeados, sendo expulso o que reunir mais votos.
O vencedor leva para casa um prémio mínimo de 25 mil euros, que poderá aumentar ao longo do programa.

## Emissão
| Bloco                                 | Dia             | Horário                                               | Apresentação                                   | Comentadores                                                                  |
| ------------------------------------- | --------------- | ----------------------------------------------------- | ---------------------------------------------- | ----------------------------------------------------------------------------- |
| Semanal                               | Domingo/ Sábado | 22:25–00:25                                           | Andreia Rodrigues                              | Sem comentadores                                                              |
| Especial (bloco extinto a 31/01/2024) | Segunda a Sexta | 19:15–20:00/18:20-18:40                               | Andreia RodriguesJoão Paulo Sousa (substituto) | Quintino Aires Tino de Rans Sara Norte João Menezes Micaela Mafalda Rodrigues |
| Diário                                | Segunda a Sexta | 21:55/22:10–22:40/19:20-20:00/18:20-19:00/01:45-02:20 | Andreia Rodrigues                              | Sem comentadores                                                              |
| Compacto                              | Sábado          | 01:30–03:30                                           | Andreia Rodrigues                              | Sem comentadores                                                              |

## Produção
Em outubro de 2023, foi anunciado que Andreia Rodrigues apresentaria um novo projeto, com estreia marcada para os primeiros meses de 2024, em substituição do Casados no Paraíso.
Dias mais tarde, foi revelado que a TVI e a Endemol perderam os direitos do formato sueco The Farm e que os mesmos foram agora adquiridos para a SIC pela Freamantle.
Ao contrário das versões da TVI, em que o formato era emitido em direto, o programa foi inteiramente gravado, à exceção da final que seria em direto para ser o público a escolher o vencedor. Teve exibição diária. Houve um programa alargado ao domingo à noite com a expulsão dos concorrentes.
A promoção oficial à estreia do programa arrancou a 23 de dezembro de 2023, sendo mais tarde revelada a data de estreia.
Os 16 concorrentes vêm de várias zonas do país e têm idades compreendidas entre os 20 e os 60 anos. Daniel Oliveira fez saber também que há candidatos que podem ser conhecidos do mundo das redes sociais.
Rui Oliveira e Gisela Serrano foram convidados para serem concorrentes, mas recusaram.

## Concorrentes

### António Costa
Idade: 50 anos
Após 26 anos a trabalhar como bancário, decidiu largar as gravatas. Diz estar “cheio da cidade” e ir para o campo é uma opção. Tem uma veia de liderança pois acredita que as pessoas lhe dão ouvidos.

### Carolina Silva – Zaya
Idade: 30 anos
É Nail Artist, mas tem na costura um hobbie que gostaria de desenvolver.Acredita que a vida no meio rural é infinitamente melhor que a da cidade. Já foi escuteira e, por isso, acha que consegue sobreviver a qualquer tipo de situação. Não tem problemas com animais, nada lhe faz confusão e não tem nojo de nada.

### Cátia Rochinha
Idade: 27 anos
Na escola chamavam-lhe Cátia “Chique”, pois era muito vaidosa. Cátia já perdeu a conta à quantidade de roupa que tem, adora andar de saltos e considera-se uma pessoa altamente consumista. Gosta de fazer valer a sua opinião e acha que está sempre certa. Odeia que mexam nas suas coisas e sabe que, por vezes, é bruta a falar. Consegue perceber logo como as pessoas são, no primeiro momento em que fala com elas.

### Cristiana Graça
Idade: 40 anos
Cristiana adora estrelas tem (quase) sempre um pormenor de alguma estrela nos seus looks. Consegue imaginar-se a tirar leite a uma vaca e se tiver de apanhar estrume, que o fará sem dificuldade. Gosta muito de filosofar, é espiritual e adora navegar na maionese.

### Daniela Mello
Idade: 42 anos
Nasceu no Rio de Janeiro. O único contacto que tem com o meio rural foi através de férias que passou. Tem nojo de porcos e diz que vai ter ânsia de vómitos. Acredita que tem de melhorar a sua impulsividade pois fala o que lhe apetece. Diz ser uma “maluca ligada à tomada!” e que isso pode irritar muita gente.

### Francisco Soares
Idade: 31 anos
É um menino da cidade porque toda a vida viveu no centro de Lisboa. Sabe que está habituado a todas as mordomias e facilidades. É Personal Trainer num ginásio, mantém toda a comida feita em tupperwares no frigorífico e pesa a proteína, os hidratos e os vegetais.

### Goreti Neto
Idade: 44 anos
Goreti nasceu e cresceu num ambiente rural e quer mostrar ao mundo que não é preciso ter medo de agarrar um porco. Gosta de liderar e quer muito ganhar, considerando-se uma pessoa competitiva que quer ficar sempre acima e à frente dos outros.

### Manuela Pinto
Idade: 57 anos
Está neste momento a viver o melhor período da sua vida. Vive em Barcelona e identifica-se muito com o campo, mas pouco ou nada sabe sobre o assunto.

### Mariline Gonçalves
Idade: 31 anos
É psicóloga mas gere atualmente o bar que era do pai. Confessa que discute com os funcionários todos os dias, devido ao seu feitio. Sempre foi protegida pelos pais e nunca aprendeu grandes coisas. Confessa que não se vê a limpar estrume.

### Pedro Nunes
Idade: 41 anos
Foi motorista de autocarros, mas atualmente não gosta da confusão da cidade. Gosta de ser líder, mas aceita bem as críticas dos demais, desde que sejam feitas com o tom “certo”. Estar privado de comida poderá ser um entrave no programa porque é “demasiado guloso”.

### Pedro Vieira
Idade: 34 anos
Dá aulas de PT mas pretende mudar de vida. Não está propriamente habituado à vida no campo. Assusta-se com a falta de higiene. É vegan e seria incapaz de caçar.

### Ricardo Amorim
Idade: 47 anos
Sempre gostou de competições, seja em casa ou no desporto, e gosta de competir para conhecer os seus limites. Vê-se a sair da cidade um dia para ir viver para o campo. Não mostra logo quem é na totalidade. É impulsivo, teimoso e perfeccionista.

### Rita Caldeira
Idade: 29 anos
Odeia rotinas. Em pequena, era obrigada a cultivar campos, semear milho, tratar de galinhas, coelhos e porcos. Se lhe derem uma enxada, ela sabe como cavar e como plantar.

### Rodolfo Madeira
Idade: 38 anos
É uma pessoa intensa, aventureira, egocêntrica e agitada. Considera-se “boa pessoa” e mais evoluído do que o comum mortal. Acredita ser um líder. Numa situação em que tiver de ganhar ou dar a vitória a outro companheiro, escolhe-se sempre a ele.

### Tiago Marques
Idade: 28 anos
Considera-se um aventureiro. Tem alguma experiência na agricultura. É viciado em adrenalina e gosta de testar a sua capacidade de superação.

### Tiago Rodrigues
Idade: 40 anos
Gosta de ajudar e sentir-se útil, mas por vezes também tem mau feitio. Não gosta de perder. Por ser bombeiro, Tiago desenvolveu uma enorme capacidade de resistência e resiliência. Gosta de ser líder, mas não se importa de ser liderado.

## Equipa da Quinta
| Nome       | Função  | Ref.  |
| ---------- | ------- | ----- |
| João Neves | Caseiro | [ 2 ] |

## Nomeações
|                     | Semana 1                                                                           | Semana 2 |
| ------------------- | ---------------------------------------------------------------------------------- | --- |
| Capataz             | Pedro Nunes                                                                        | Tiago Rodrigues |
| Poder de salvamento | Tiago Marques                                                                      | |
|                     |                                                                                    | |
| António Costa       | Daniela Mello Goreti Neto Tiago Marques Zaya                                       | Manuela Pinto Pedro Nunes Rita Caldeira Rodolfo Madeira Tiago Marques Zaya                                                                                   |
| Zaya                | Sem nomeações                                                                      | Sem nomeações |
| Cátia Rochinha      | Sem nomeações                                                                      | Sem nomeações |
| Cristiana Graça     | Cátia Rochinha Francisco Soares Mariline Gonçalves Tiago Rodrigues Rodolfo Madeira | Cátia Rochinha Manuela Pinto Mariline Gonçalves Pedro Vieira Tiago Rodrigues                                                                                 |
| Francisco Soares    | Cristiana Graça Daniela Mello Rodolfo Madeira                                      | Goreti Neto |
| Goreti Neto         | Pedro Vieira                                                                       | Francisco Soares |
| Manuela Pinto       | António Costa Cristiana Graça Ricardo Amorim Pedro Vieira                          | Sem nomeações |
| Mariline Gonçalves  | Tiago Marques                                                                      | António Costa Cristiana Graça Ricardo Amorim |
| Pedro Nunes         | Imune                                                                              | Sem nomeações |
| Pedro Vieira        | Manuela Pinto Zaya                                                                 | Goreti Neto Tiago Marques |
| Ricardo Amorim      | Rita Caldeira                                                                      | Sem nomeações |
| Rita Caldeira       | Sem nomeações                                                                      | Sem nomeações |
| Rodolfo Madeira     | Pedro Nunes                                                                        | Ricardo Amorim |
| Tiago Marques       | Cátia Rochinha Manuela Pinto Mariline Gonçalves Rita Caldeira Tiago Rodrigues      | António Costa Cátia Rochinha Cristiana Graça Francisco Soares Mariline Gonçalves Pedro Nunes Pedro Vieira Rita Caldeira Rodolfo Madeira Tiago Rodrigues Zaya |
| Tiago Rodrigues     | Sem nomeações                                                                      | Imune |
| Daniela Mello       | António Costa Francisco Soares Goreti Neto Ricardo Amorim Pedro Nunes              | Eliminada |
|                     |                                                                                    | |
| Notas               | 1, 2                                                                               | |

- ↑1 Cristiana Graça, Daniela Mello e Tiago Marques receberam cada um 5 votos. A responsabilidade de escolher quem não seria nomeado recaiu sobre o Capataz. Pedro Nunes decidiu então salvar Tiago Marques. Dessa forma, Cristina Graça e Daniela Mello ficaram em risco de eliminação.
- ↑2  António Costa foi nomeado diretamente pelo Capataz Pedro Nunes.

## Audiências
| # | Data de Transmissão   | Audiência | Audiência | Ref.   |
| # | Data de Transmissão   | Rating    | Share     | Ref.   |
| - | --------------------- | --------- | --------- | ------ |
| 1 | 7 de janeiro de 2024  | 9,2%      | 17,7%     | [ 9 ]  |
| 1 | 7 de janeiro de 2024  | 9,3%      | 18,7%     | [ 9 ]  |
| 1 | 7 de janeiro de 2024  | 8,8%      | 18,7%     | [ 9 ]  |
| 1 | 7 de janeiro de 2024  | 8,1%      | 18,7%     | [ 9 ]  |
| 1 | 7 de janeiro de 2024  | 5,5%      | 15,0%     | [ 9 ]  |
| 1 | 7 de janeiro de 2024  | 5,6%      | 17,2%     | [ 9 ]  |
| 1 | 7 de janeiro de 2024  | 4,0%      | 14,0%     | [ 9 ]  |
| 2 | 14 de janeiro de 2024 | 6,4%      | 13,0%     | [ 10 ] |
| 2 | 14 de janeiro de 2024 | 3,6%      | 8,4%      | [ 10 ] |
| 2 | 14 de janeiro de 2024 | 3,8%      | 9,4%      | [ 10 ] |
| 2 | 14 de janeiro de 2024 | 3,7%      | 13,1%     | [ 10 ] |
| 3 | 21 de janeiro de 2024 | —         | —         | —      |

| # | Data de Transmissão   | Audiência | Audiência | Ref.   |
| # | Data de Transmissão   | Rating    | Share     | Ref.   |
| - | --------------------- | --------- | --------- | ------ |
| 1 | 8 de janeiro de 2024  | 7,2%      | 14,2%     | [ 11 ] |
| 2 | 9 de janeiro de 2024  | 5,9%      | 11,9%     | —      |
| 3 | 10 de janeiro de 2024 | 6,1%      | 12,3%     | —      |
| 4 | 11 de janeiro de 2024 | 5,4%      | 11,5%     | —      |
| 5 | 12 de janeiro de 2024 | 5,4%      | 11,7%     | —      |
| 6 | 15 de janeiro de 2024 | 5,1%      | 10,5%     | —      |
| 7 | 16 de janeiro de 2024 | 5,5%      | 11,5%     | —      |
| 8 | 17 de janeiro de 2024 | 5,9%      | 11,9%     | —      |

| #  | Data de Transmissão   | Audiência | Audiência | Ref.   |
| #  | Data de Transmissão   | Rating    | Share     | Ref.   |
| -- | --------------------- | --------- | --------- | ------ |
| 1  | 8 de janeiro de 2024  | 7,8%      | 15,2%     | [ 12 ] |
| 1  | 8 de janeiro de 2024  | 6,5%      | 13,6%     | [ 12 ] |
| 1  | 8 de janeiro de 2024  | 6,7%      | 14,8%     | [ 12 ] |
| 1  | 8 de janeiro de 2024  | 7,0%      | 16,1%     | [ 12 ] |
| 2  | 9 de janeiro de 2024  | 7,2%      | 14,1%     | [ 13 ] |
| 2  | 9 de janeiro de 2024  | 7,4%      | 14,7%     | [ 13 ] |
| 2  | 9 de janeiro de 2024  | 7,2%      | 14,6%     | [ 13 ] |
| 2  | 9 de janeiro de 2024  | 7,1%      | 14,4%     | [ 13 ] |
| 3  | 10 de janeiro de 2024 | 5,3%      | 9,8%      | [ 14 ] |
| 3  | 10 de janeiro de 2024 | 5,7%      | 10,8%     | [ 14 ] |
| 3  | 10 de janeiro de 2024 | 5,1%      | 10,0%     | [ 14 ] |
| 4  | 11 de janeiro de 2024 | 7,8%      | 15,4%     | [ 15 ] |
| 4  | 11 de janeiro de 2024 | 6,9%      | 13,9%     | [ 15 ] |
| 4  | 11 de janeiro de 2024 | 5,8%      | 12,1%     | [ 15 ] |
| 4  | 11 de janeiro de 2024 | 6,0%      | 12,8%     | [ 15 ] |
| 5  | 12 de janeiro de 2024 | 5,6%      | 11,6%     | [ 16 ] |
| 6  | 13 de janeiro de 2024 | 5,4%      | 10,9%     | [ 17 ] |
| 7  | 15 de janeiro de 2024 | 5,4%      | 11,9%     | [ 18 ] |
| 8  | 16 de janeiro de 2024 | 7,2%      | 15,0%     | [ 17 ] |
| 9  | 17 de janeiro de 2024 | 6,1%      | 12,8%     | —      |
| 10 | 18 de janeiro de 2024 | —         | —         | —      |
| 11 | 19 de janeiro de 2024 | —         | —         | —      |